# RatioMaster
RatioMaster er et computerprogram, der er udviklet af moofdev til at "snyde" en BitTorrent-tracker. Dvs. klienten rapporterer fejlagtigt, at den har uploadet eller downloadet xx-antal data, uden den har uploadet andet end informationen til selve trackeren.
Private BitTorrent-trackere benytter sig ofte af et ratiosystem. Det vil ofte betyde, at man skal uploade lige så meget, som man downloader. Trackeren er afhængig af, at klienten fortæller hvor meget, den har downloadet og uploadet. Derfor er det umuligt at vide om en bruger er en såkaldt Ratio snyder, der normalt bliver betegnet som Ratio Cheaters.
Mange trackers kører skræmmekampagner imod såkaldte "snydere" ved at publicere deres e-mailadresse og IP i deres forum, eller ved at skræmme folk til at tro på, at administratorene kan opdage al snyd. I dag snydes der på alle private trackere, selv dem der kører "anti-cheat scripts".
Iblandt core-cheaters er det længe vidst, at dette ikke er tilfældet. Hvor disse core-cheaters startede med HTML-headers, er de nu gået over til at manipulere mange open source-klienter, da de er de nemmeste at snyde med. Det mest kendte program, der direkte er blevet lavet for at snyde, er RatioMaster.[kilde mangler]
Det virker på de fleste trackere, såfremt snyderen ikke foretager sig noget mistænkligt, f.eks. uploader mange data på kort tid.
Den eneste måde at undgå snydere på, vil være at udvikle en ny protokol, da BitTorrent-protokollen ikke er designet til lukkede trackers. Trackerne vil stole blindt på alle data den får, og derfor er ratio-snyderi muligt.
Visse private trackere kan finde "Ratio Cheaters" ved simpel statestik. Eks. er det umuligt at uploade 10GB på en torrent der kun fylder 1kb, og som kun 100 har hentet. Det er forholdsvis simpelt at finde snyderne.
| Software | Spire Denne artikel om software og programmering er en spire som bør udbygges. Du er velkommen til at hjælpe Wikipedia ved at udvide den. |